# Juliano Cezar
Juliano Cezar (Passos, 27 de dezembro de 1961 — Uniflor, 31 de dezembro de 2019) foi um cantor, compositor e apresentador de televisão brasileiro.
Ao longo de 33 anos de carreira, Juliano Cezar lançou doze CDs e três DVDs.

## Carreira
O sertanejo aprendeu a tocar violão "de ouvido" aos 10 anos de idade. Iniciou sua carreira em 1985, depois de ter sido peão de rodeios e fazendeiro. Do interior de Minas Gerais, Juliano gastou seu pé-de-meia em seu primeiro disco, independente, onde apresentava sua interpretação em regravações de sucessos de Chitãozinho & Xororó e Milionário & José Rico, entre outros.
No final da década de 1980, mudou-se para São Paulo e, em 1990, lançou seu primeiro disco por uma gravadora, Amor de Peão, dessa vez com composições suas, além do sucesso “Não Aprendi a Dizer Adeus”, de Joel Marques, posteriormente regravado por Leandro & Leonardo. Por esse disco, Juliano ganhou o Prêmio Sharp de cantor revelação.
Em 1991, lançou o disco Tarde Sertaneja.
Depois de quatro anos sem gravar e de uma viagem a Nashville, onde manteve contato com as referências do gênero country, Juliano lançou, em 1996, seu primeiro disco pela Paradoxx Music, já totalmente dedicado ao estilo.
Em 2004, foi indicado ao Grammy Latino na categoria "Melhor Álbum Romântico" pelo disco Vida de Peão.
Por muitos anos, comandou o programa Arena Brasil, da Rede Vida.
Seu último trabalho foi o DVD Minha História, lançado em 2017, que contou com as participações de Rionegro & Solimões, Eduardo Costa, Bruno & Barretto, Matogrosso & Mathias e Cesar Menotti & Fabiano.

## Morte
Juliano faleceu na madrugada de terça-feira, dia 31 de dezembro de 2019, quando realizava um show na cidade Uniflor, no norte do Paraná. O sertanejo cantava quando começou a passar mal e caiu. Ele recebeu os primeiros atendimentos no palco, mas não resistiu. A causa da morte foi um infarto fulminante. Foi levado até um pronto atendimento, realizaram reanimação e injeção de adrenalina por mais de uma hora e meia, porém sem sucesso.
A família de Juliano decidiu realizar dois velórios, em Ribeirão Preto, onde ele vivia, e outro em Passos, onde nasceu. O funeral foi aberto aos fãs, e também contou com a presença de Rionegro, da dupla Rionegro & Solimões. O cantor foi sepultado em Passos. Juliano era casado com a economista Andréia Mendes Costa havia 27 anos e não tinha filhos.

## Discografia

### Álbuns de estúdio
- Tarde Sertaneja (1998) - Independente
- Amor de Peão (1990) - RGE
- Juliano Cezar (1992) - Chantecler
- Deixe a Estrada Me Levar (1996) - Paradoxx Music
- Rumo a São Paulo (1998) - Paradoxx Music
- Cowboy Vagabundo (2000) - Atração
- Vida de Peão (2003) - Atração
- É Isso Que a Galera Quer (2006) - Atração
- Enroscando e Amando (2010) - Atração
- Sucessos de Juliano Cezar (2013) - Atração

### Álbuns ao vivo
- A Dois Passos do Paraíso (Ao Vivo) (2002) - Atração
- Juliano Cezar Ao Vivo (2005) - Atração
- Assim Vive um Cowboy Ao Vivo (2008) - Atração
- Minha História 30 Anos (2017) - Independente
- Pelo Brasil (2019) - Independente
- Para Sempre (Ao Vivo) (2021) - Independente

### DVDs
- Juliano Cezar Ao Vivo (2005) - Atração
- Assim Vive um Cowboy Ao Vivo (2008) - Atração
- Minha História 30 Anos (2017) - Independente

## Prêmios e indicações
| Ano  | Prêmio        | Categoria                           | Resultado |
| ---- | ------------- | ----------------------------------- | --------- |
| 1991 | Prêmio Sharp  | Cantor Revelação                    | Venceu    |
| 2004 | Grammy Latino | Melhor Álbum Romântico em Português | Indicado  |